# Porroecia pseudoparthenoda
Porroecia pseudoparthenoda är en kräftdjursart som först beskrevs av Angel 1972.  Porroecia pseudoparthenoda ingår i släktet Porroecia och familjen Halocyprididae. Inga underarter finns listade i Catalogue of Life.